# Shelby (Macomb County, Michigan)
Shelby is een plaats (charter township) in de Amerikaanse staat Michigan, en valt bestuurlijk gezien onder Macomb County.

## Demografie
Bij de volkstelling in 2000 werd het aantal inwoners vastgesteld op 65.159.

## Geografie
Volgens het United States Census Bureau beslaat de plaats een oppervlakte van
91,2 km², waarvan 89,8 km² land en 1,4 km² water.

## Plaatsen in de nabije omgeving
De onderstaande figuur toont nabijgelegen plaatsen in een straal van 16 km rond Shelby.